# Nana Poku
Nana Poku (1º settembre 1992) è un ex calciatore ghanese, di ruolo attaccante.

## Carriera
Nella stagione 2010-2011 vince il titolo di "Goal King" della Ghana Premier League con 16 gol realizzati con la maglia del Berekum Arsenal. Nel 2014, ha firmato un contratto da 3 anni con la squadra egiziana dell'Ittihad El-Shorta, dopo due stagioni all'Ashdod e all'Hapoel Kfar Saba in Israele in prestito. Nel 2015 Poku si aggrega alla squadra del Misr Lel-Makkasa per poi firmare nel dicembre 2016 con la squadra emiratina dell'Al-Shabab.

## Palmarès

### Individuale
- Capocannoniere del campionato ghanese: 1

2010-2011 (17 reti)